# Molat (miejscowość)
Molat – wieś w Chorwacji, w żupanii zadarskiej, w mieście Zadar. W 2011 roku liczyła 107 mieszkańców.